# Драга (Велика)
Драга је насељено место у општини Велика, у западној Славонији, Република Хрватска.

## Историја
До нове територијалне организације налазило се у саставу бивше велике општине Славонска Пожега.

## Становништво
Насеље је према попису становништва из 2011. године имало 275 становника.
| Националност       | 1991.        |
| Хрвати             | 226 (92,24%) |
| Срби               | 1 (0,40%)    |
| Југословени        | 0            |
| остали и непознато | 18 (7,34%)   |
| Укупно             | 245          |